# 拉沙佩勒 (默尔特-摩泽尔省)
拉沙佩勒（法語：Lachapelle，法語發音：[laʃapɛl]）是法国默尔特-摩泽尔省的一个市镇，属于吕内维尔区。

## 地理
拉沙佩勒（48°25'9"N, 6°47'23"E）面积10.17 平方千米，位于法国大東部大區默尔特-摩泽尔省，该省份为法国东北部内陆省份，是洛林的一部分，北邻比利时、卢森堡，北起顺时针与摩泽尔省、下莱茵省、孚日省和默兹省接壤。
与拉沙佩勒接壤的市镇（或旧市镇、城区）包括：圣巴尔布、巴卡拉、贝尔特里尚、德讷夫尔、默尔特河畔蒂亚维尔。

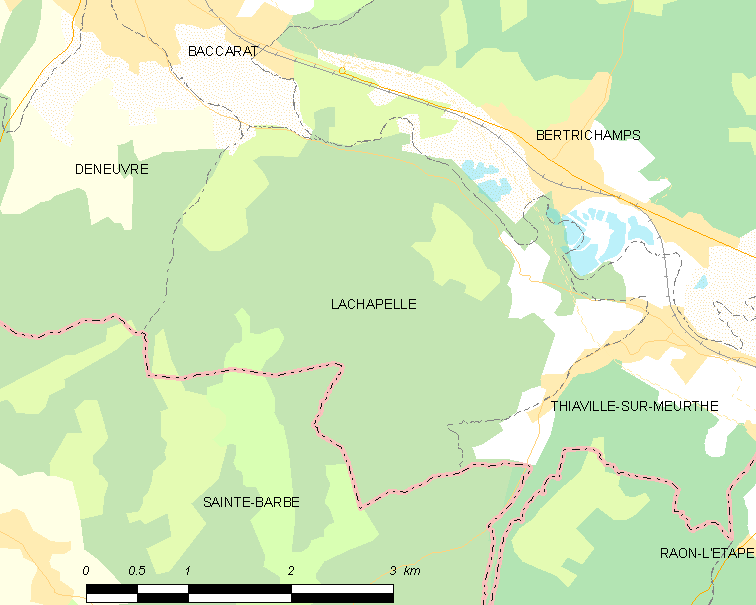
的OSM定位图

拉沙佩勒的时区为UTC+01:00、UTC+02:00（夏令时）。

## 行政
拉沙佩勒的邮政编码为54120，INSEE市镇编码为54287。

## 政治
拉沙佩勒所属的省级选区为巴卡拉县。

## 人口

1962-2008年间人口变化图示

拉沙佩勒于2022年1月1日时的人口数量为260人。